# Stephan Albani

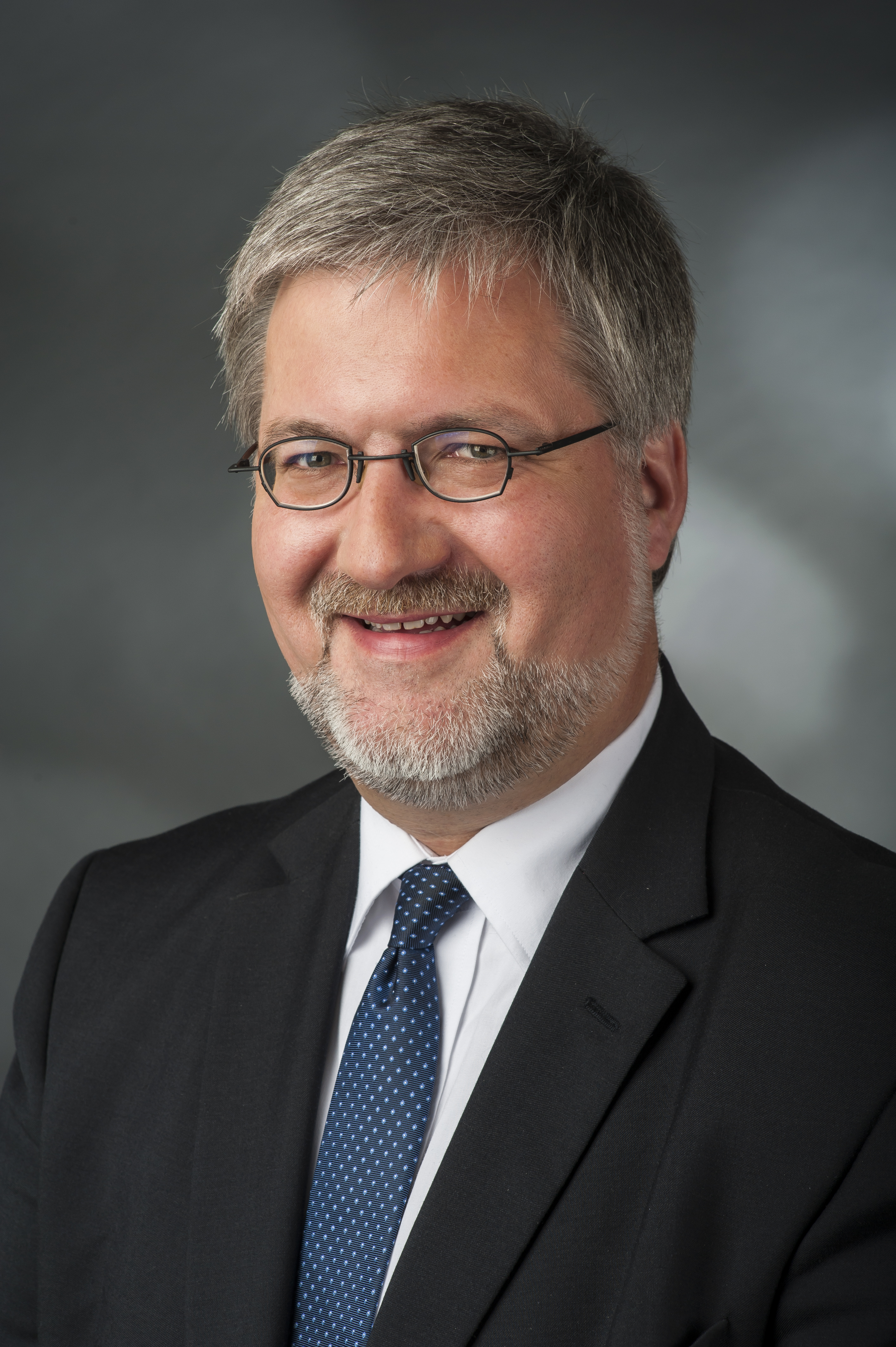
Stephan Albani (2014)

Stephan Theodor Johannes Albani (* 3. Juni 1968 in Göttingen) ist ein deutscher Politiker (CDU). Seit der Bundestagswahl 2013 ist er Mitglied des Deutschen Bundestages.

## Leben und Beruf
Stephan Albani machte sein Abitur 1987 in Norderstedt. Von 1989 bis 1994 studierte er an der Georg-August-Universität Göttingen Physik mit einem Abschluss als Diplomphysiker.
Von 1996 bis 2018 war Albani Mitgründer und Geschäftsführender Gesellschafter des Hörzentrums Oldenburg GmbH, einem An-Institut der Universität Oldenburg und des Evangelischen Krankenhauses Oldenburg. Im Jahre 2001 wurde er Geschäftsführer des Kompetenzzentrums HörTech GmbH, dessen Gesellschafter die Universität Oldenburg (51 %) und die Hörzentrum Oldenburg GmbH (49 %) sind, gab aber auch 2018 diesen Posten auf.
Dem Bundesverband für Wirtschaftsförderung und Außenwirtschaft (BWA EBD) gehörte er seit 2005 zunächst als Senator an; 2007 wurde er zum Vizepräsidenten gewählt und Leiter der Kommission Innovation in Berlin. Im gleichen Jahr wurde Albani geschäftsführender Vorstand des Exzellenzinitiative-Clusters Auditory Valley, der durch eine Kooperation der Universitäten Hannover/Oldenburg getragen wurde und behielt diese Position bis 2018. Die Landesinitiative Innovatives Niedersachsen – Zukunft schmieden betraute ihn im Jahr 2008 mit der stellvertretenden Leitung der Arbeitsgruppe Gesundheit und Ernährung in Hannover. Im selben Jahr wurde er Prokurist des Medizinischen Versorgungszentrums am Evangelischen Krankenhaus Oldenburg.
Er wurde 2009 Mitglied im Wirtschaftsrat der CDU und engagierte sich in der Arbeitsgruppe Innovation und Wachstum in Berlin. Das Niedersächsische Wirtschaftsministerium berief ihn 2010 in den Beirat der Niedersächsischen Landesinitiative LifeSciences in Hannover, wo er bis zu seinem Bundestagseinzug Mitglied blieb. Von 2011 bis 2013 leitete Albani die Arbeitsgruppe Gesundheit der Landesinitiative Innovatives Niedersachsen – Zukunft schmieden des Niedersächsischen Wirtschaftsministeriums in Hannover.
Im Rahmen des Exzellenzclusters Hearing4All übernahm Albani die Leitung des Translational Research Center (TRC). Hintergrund war die erfolgreiche Bewerbung der Universität Oldenburg zusammen mit der Medizinischen Hochschule Hannover und der Leibniz-Universität Hannover mit dem Antrag zum Exzellenzcluster Hearing4All im Juni 2012. Das TRC hat die Aufgabe, Ergebnisse aus den Forschungsarbeiten des Clusters in Produkte zu überführen. Er leitete das Programm bis 2018.
Im Jahr 2020 hielt er für AstraZeneca Vorträge über Thorax-Chirurgie und Lungenkrebs mit einer Vergütung zwischen 1.000 bis 3.500 Euro.

## Politische Tätigkeiten
Albani ist stellvertretender Vorsitzender des CDU-Kreisverbands Ammerland und des CDU-Stadtverbands Bad Zwischenahn.
Im Juli 2012 wurde er von der CDU als Direktkandidat für den Bundestagswahlkreis Oldenburg – Ammerland nominiert, verpasste jedoch das Direktmandat mit 36,8 % der Erststimmen. Dennoch zog er bei der Bundestagswahl 2013 über Platz 6 der Landesliste der CDU Niedersachsen in den Bundestag ein. Er war während der 18. Legislaturperiode ordentliches Mitglied im Ausschuss für Bildung, Forschung und Technikfolgenabschätzung und stellvertretendes Mitglied im Ausschuss für Gesundheit. Zudem war er von 2016 bis 2017 Vorsitzender der Deutsch-Südosteuropäischen Parlamentariergruppe.
Im Jahre 2014 wurde Albani in den Bundesfachausschuss „Bildung, Forschung und Innovationen“ der CDU berufen, nachdem er bereits mehrere Jahre als Leiter des Fachausschusses „Wissenschaft, Kultur, Kirche“ des CDU-Landesverbandes Oldenburg tätig gewesen war. Außerdem engagiert er sich in den beiden Fachausschüssen „Wissenschaft und Kultur“ sowie „Gesundheit“ der CDU Niedersachsen. Seit 2017 ist er Beisitzer im Bundesvorstand der Mittelstands- und Wirtschaftsunion.
Bei der Bundestagswahl 2017 verpasste er erneut das Direktmandat in seinem Wahlkreis mit 30,2 % der Erststimmen. Er zog erneut über den sechsten Listenplatz der CDU Niedersachsen in den Bundestag ein. In der 19. Legislaturperiode war er ordentliches Mitglied in der Enquete-Kommission Berufliche Bildung in der digitalen Arbeitswelt und im Ausschuss für Bildung, Forschung und Technikfolgenabschätzung. Außerdem war er stellvertretendes Mitglied im Ausschuss für Gesundheit, im Ausschuss für Arbeit und Soziales sowie im Unterausschuss Globale Gesundheit. Albani war von 2017 bis 2021 Vorsitzender der Deutsch-Irischen Parlamentariergruppe. Er engagierte sich im Arbeitskreis Küste der CDU/CSU-Fraktion, im Parlamentskreis Mittelstand und war Mitglied der Parlamentsgruppe Luft- und Raumfahrt und der Arbeitnehmergruppe im Deutschen Bundestag. Weitere Mitgliedschaften waren die Parlamentsgruppe SADC, die Parlamentsgruppe Nordische Staaten und der Stephanuskreis der CDU/CSU-Fraktion. Er war auch Mitglied im parlamentarischen Beirat „Bevölkerung und Entwicklung“ der Deutschen Stiftung Weltbevölkerung.
Bei der Bundestagswahl 2021 verpasste er mit 19,9 % der Erststimmen in seinem Wahlkreis das Direktmandat und zog über Platz 11 der Landesliste Niedersachsen ins Parlament ein. In der 20. Legislaturperiode ist er Obmann seiner Fraktion im Ausschuss für Bildung, Forschung und Technikfolgenabschätzung und ordentliches Mitglied im Unterausschuss Globale Gesundheit. Zudem ist er stellvertretendes Mitglied in Ausschuss für Gesundheit und Vorsitzender der Deutsch-Ägyptischen Parlamentariergruppe. Außerdem ist Albani Mitglied im Parlamentarier-Netzwerk zur Bekämpfung von Tuberkulose und seit 2021 ordentliches Mitglied im parlamentarischen Begleitgremium Covid-19-Pandemie.
Seit 2022 ist Stephan Albani Senatsmitglied des Vereins „Hermann von Helmholtz-Gemeinschaft Deutscher Forschungszentren e. V.“.

## Politische Positionen
Er zählt zu den 75 Unionsabgeordneten, die im Juli 2017 für die Gleichgeschlechtliche Ehe gestimmt haben.

## Kritik an Nebentätigkeiten
Albani war neben seinem Mandat von 2013 bis 2018 Geschäftsführer des Hörzentrums Oldenburg und Geschäftsführer der HörTech gGmbH. Aus diesen Nebentätigkeiten erzielte er einen Verdienst von zwischen 1.000 und 7.000 Euro pro Monat. Eine Transparency-Studie sah einen potentiellen Interessenkonflikt zwischen Albanis Tätigkeiten und der Berichterstattung „Transfer von Forschungsergebnissen und Innovationen in die Gesundheitsversorgung beschleunigen“.
Am 17. August 2017 berichtete die Nordwest-Zeitung über Albanis Nebentätigkeiten. Dass Albani als Mitglied des Ausschusses für Gesundheit sowie des Ausschusses für Bildung, Forschung und Technikfolgenabschätzung des Deutschen Bundestages selbst über Steuergelder mitentscheide, von denen er über seine Nebentätigkeit als Geschäftsführer vom Bund geförderter Unternehmen potenziell selbst profitiere, sei „ziemlich offensichtlich“, so Martin Reyher von abgeordnetenwatch.de. Auch Lobbycontrol bezeichnete Albanis Nebentätigkeiten als „klaren Fall von Befangenheit“. Im Gespräch mit der Zeitung führte Albani an, er stehe den beiden Unternehmen „nur beratend zur Seite mit 3 bis 4 Stunden in der Woche“ und habe so Nebeneinkünfte von knapp 42.000 Euro brutto im Jahr 2016 verzeichnet. Die Fortführung der Unternehmen neben dem Bundestagsmandat sei eine wirtschaftliche Notwendigkeit: Sollte er aus dem Bundestag ausscheiden, „dann falle ich ins Bodenlose“. Auch in Leserbriefen an die Nordwest-Zeitung wurde Albani daraufhin kritisiert. Albani nahm auf seiner Homepage Stellung zu den Vorwürfen. Hier betonte er erneut, dass die Weiterführung der Unternehmen für den Fall eines Ausscheidens aus dem Bundestag nötig sei. Den Vorwurf einer Befangenheit in der Ausschussarbeit wies er zurück. 2018 beendete er die Arbeit in allen seinen wirtschaftlichen Tätigkeiten. 2020 bekam er für Beratungstätigkeiten der HörTech gGmbH eine Vergütung zwischen 3.500 bis 7.000 Euro.

## Mitgliedschaften
Albani war bis 2021 Vizepräsident des Bundesverband für Wirtschaftsförderung und Außenwirtschaft (BWA), die nach Recherchen des ARD-Politikmagazins Kontraste und der Zeit Lobbykontakte zu Personen und Organisationen pflegt, die in enger Verbindung zum russischen Oligarchen Jewgeni Prigoschin stehen. Seit 2015 ist er Co-Vorsitzender des European TB Caucus.
Er ist Mitglied des Verwaltungsrates des OFFIS – Institut für Informatik, Beiratsmitglied bei EWE Baskets Oldenburg, Vorstandsmitglied beim Kompetenzzentrum Gesundheitswirtschaft GeWiNet.
Er ist Mitglied im Rotary Club und Bundeswehr-Sozialwerk und der überparteilichen Europa-Union Deutschland, die sich für ein föderales Europa und den europäischen Einigungsprozess einsetzt. Weiterhin ist er Mitglied im Freundeskreis Korvette Oldenburg, der die Pflege der Patenschaft zum gleichnamigen Schiff der Deutschen Marine zum Ziel hat.

## Privates
Albani ist verheiratet, evangelisch-lutherischer Konfession, hat drei Kinder und wohnt in Petersfehn im Ammerland.